# Солнечная (Новгородская область)
Солнечная — нежилая деревня в Боровичском муниципальном районе Новгородской области, относится к Волокскому сельскому поселению.

## География
Деревня находится в 12 км к северу от административного центра поселения — деревни Волок, на левом берегу реки Залезёнка близ её истока.

## История
В 1911 году деревня Стоячево относилась к Десято-Пятницкой волости Боровичского уезда Новгородской губернии, число жителей тогда было — 70, дворов — 40, деревня тогда находилась на земле Зализенского сельского общества. По постановлению ВЦИК от 3 апреля 1924 Десято-Пятницкая волость была присоединена к Волокской волости уезда. Население деревни Стоячево по переписи населения 1926 года — 106 человек. Затем, с августа 1927 года, деревня в составе Вятеревского сельсовета новообразованного Боровичского района новообразованного Боровичского округа в составе переименованной из Северо-Западной в Ленинградскую области. В ноябре 1928 года Вятеревский сельсовет был упразднён, а деревня вошла в состав Большекаменецкого (Больше-Каменецкого) сельсовета. По постановлению ЦИК и СНК СССР от 23 июля 1930 года Боровичский округ был упразднён, а район перешёл в прямое подчинение Леноблисполкому. Население деревни Стоячево в 1940 году было 60 человек. Указом Президиума Верховного Совета СССР от 5 июля 1944 года была образована Новгородская область и Боровичский район вошёл в её состав.
Решением Новгородского облисполкома № 359 от 8 июня 1954 года Большекаменецкий сельсовет был упразднён, а деревня Стоячево была передана в состав Окладневского сельсовета, затем решением Новгородского облисполкома № 296 от 9 апреля 1960 года деревня Стоячево была передана в состав Выглядовского сельсовета, а в связи с перенесением центра Выглядовского сельсовета на центральную усадьбу совхоза им. Кирова Выглядовский сельсовет был переименован в Кировский.
Во время неудавшейся всесоюзной реформы по делению на сельские и промышленные районы и парторганизации, в соответствии с решениями ноябрьского (1962 года) пленума ЦК КПСС «о перестройке партийного руководства народным хозяйством» с 10 декабря 1962 года и сельсовет и деревня вошли в крупный Боровичский сельский район, а 1 февраля 1963 года административный Боровичский район был упразднён. Указом Президиума Верховного Совета РСФСР от 21 сентября 1964 года деревня Стоячево была переименована в деревню Солнечная. Пленум ЦК КПСС, состоявшийся 16 ноября 1964 года, восстановил прежний принцип партийного руководства народным хозяйством, после чего Указом Верховного Совета РСФСР от 12 января 1965 года сельские районы были преобразованы вновь в административные районы и решением Новгородского облисполкома от 12 января 1965 года и Кировский сельсовет и деревня вновь в Боровичском районе.
После прекращения деятельности Кировского сельского Совета в начале 1990-х стала действовать Администрация Кировского сельсовета, которая была упразднена с 1 января 2006 года на основании постановления Администрации города Боровичи и Боровичского района от 18 октября 2005 года и деревня Солнечная, по результатам муниципальной реформы входила в состав муниципального образования — Кировское сельское поселение Боровичского муниципального района (местное самоуправление), по административно-территориальному устройству была подчинена администрации Кировского сельского поселения Боровичского района. С 12 апреля 2010 года после упразднения Кировского сельского поселения Солнечная в составе Волокского сельского поселения.

## Население
| 1989 | 2002 | 2006 | 2008 | 2009 | 2010 |
| ---- | ---- | ---- | ---- | ---- | ---- |
| 1    | ↗2   | ↘0   | →0   | →0   | →0   |

По переписи населения 2002 года, в деревне Солнечная проживали 2 человека (русские)